# رشتیان (رشت)
رشتیان نام محله‌ای واقع در غرب کلانشهر رشت است که در محدوده منطقه ۱ شهرداری رشت قرار دارد.
این محله شامل بلوار شهید رجایی، بلوار شمسی پور و بلوار خوش خلقت و بلوار ۸ دی است. رودخانه گوهررود از ضلع غربی این محله می‌گذرد.
محله رشتیان به دلیل موقعیت جغرافیایی‌اش یکی از خوش‌مسیرترین محله‌های رشت است که با بلوارهای قلی‌پور، ضیابری، شهدای گمنام، معلم و همچنین خیابان بیستون در ارتباط است. دفتر سرمایه‌گذاری استان گیلان، اداره کل مالیاتی استان گیلان و شهرداری ناحیه ۲ منطقه ۱ رشت از مهم‌ترین مراکز اداری واقع در این محله هستند.

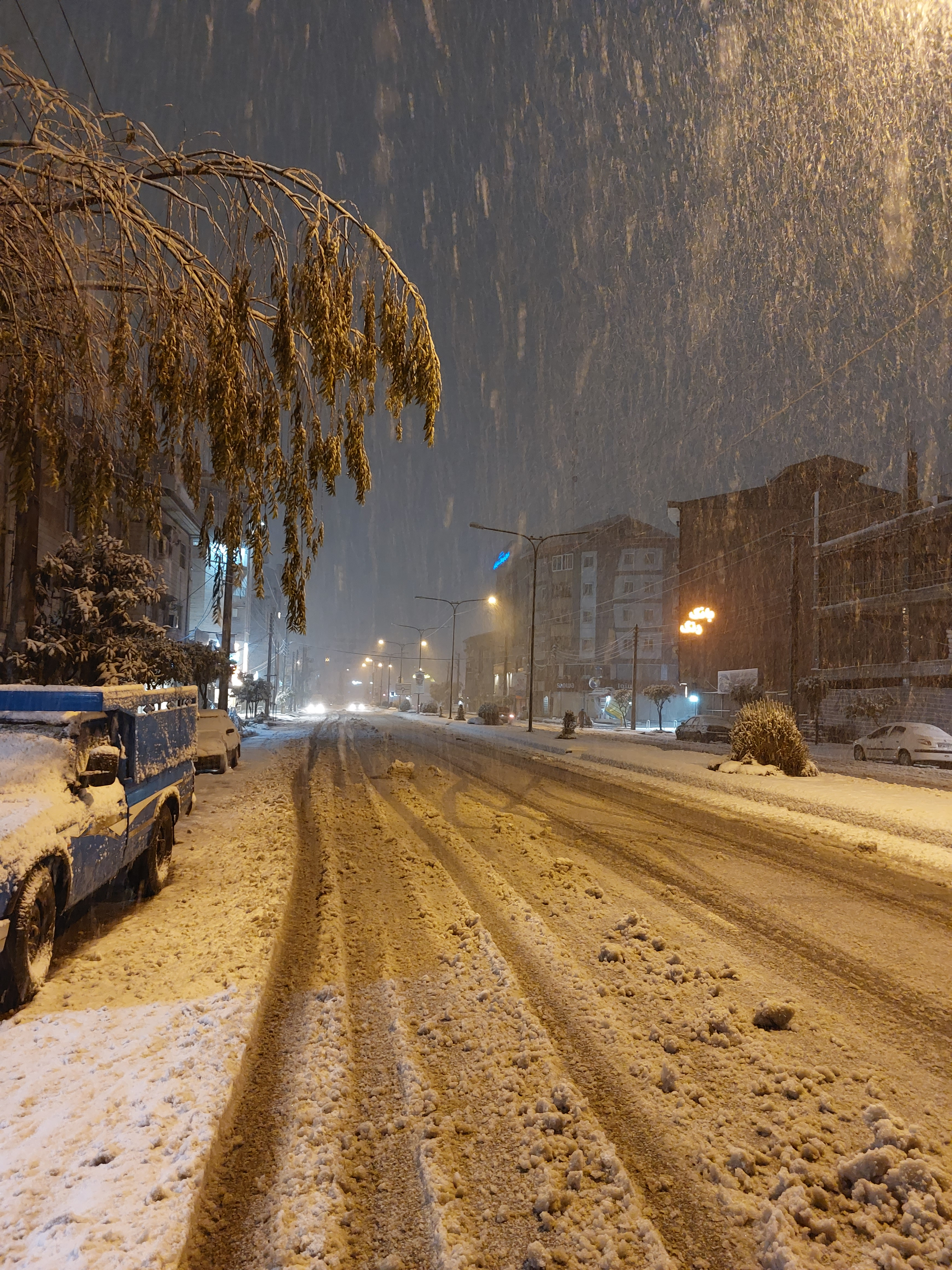
بلوار شهید رجایی در یک شب زمستانی

## تاریخچه
این منطقه توسط شخصی یهودی به نام رشتیان در زمان سلطنت محمدرضا شاه پهلوی خریداری شد و کلیه خیابان‌بندی‌ها، قطعه‌بندی‌ها و اهدای زمین به آموزش و پرورش برای ساخت مدارس و غیره توسط خود او انجام گرفت. او که دکتر داروساز و مالک داروخانه رشتیان بود، پس از انقلاب سال ۱۳۵۷ به آمریکا مهاجرت کرد. سال‌ها بعد نام این منطقه توسط دولت وقت به احترام نخستین رئیس‌جمهور پس از انقلاب، به کوی رجایی تغییر یافت ولی هنوز نیز توسط مردم به نام رشتیان شناخته و بیان می‌شود.

## امکانات رفاهی و تفریحی
سالن ورزشی چند منظوره شهید رجایی در این محله قرار دارد که علاقه‌مندان به ورزش می‌توانند از امکانات این سالن ورزشی استفاده کنند. بوستان سیمرغ که با مساحت ۴۵۰۰۰ متر مربع در حریم رودخانه گوهررود قرار دارد، از امکانات ورزشی و فضای سبز مناسبی جهت استفاده شهروندان و گردشگران برخوردار است. از دیگر پارک‌های این محله می‌توان به پارک میثم و پارک کسمایی اشاره کرد.
همچنین در تقاطع رشتیان-بیستون، آرامگاه دانای علی قرار دارد که از اماکن زیارتی مهم رشت محسوب می‌شود.

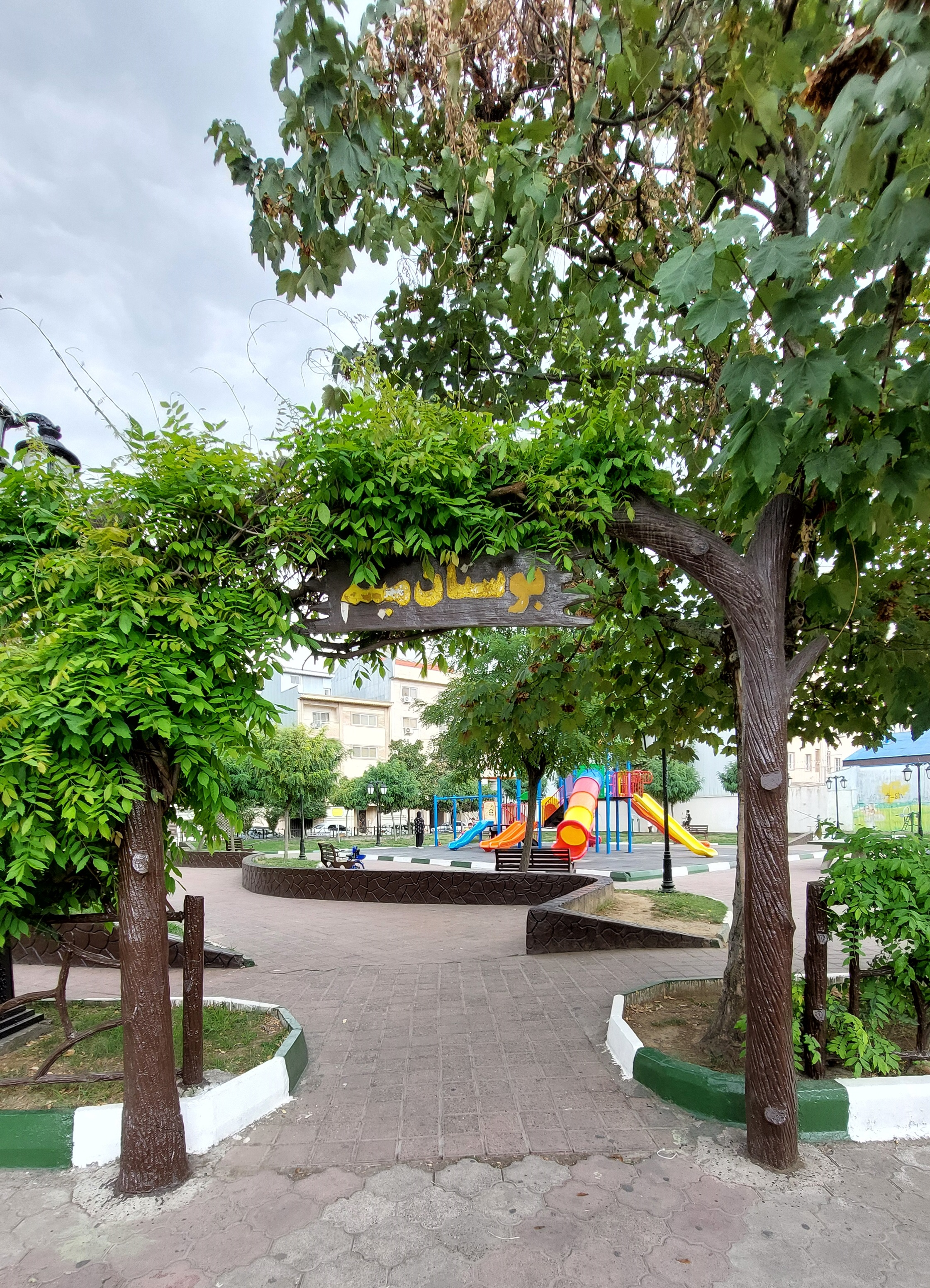
بوستان میثم در بلوار شهید خوش‌خلقت

## مدارس
مدارس مهم رشتیان عبارت‌اند از:
- دبستان پسرانه امام جعفر صادق
- دبستان دخترانه شهید فهمیده
- راهنمایی دخترانه نرجس
- راهنمایی دخترانه طالقانی
- راهنمایی پسرانه میرزاکوچک‌خان
- دبیرستان پسرانه شهید رجایی
- هنرستان دخترانه شهید ولی‌عبادی

## حمل و نقل عمومی
این محله دارای خط اتوبوس‌رانی فعال به نام شهید رجایی است که از مبدا سبزه میدان شروع به حرکت می‌کند و پس از عبور از ایستگاه‌های تعبیه‌شده در خیابان بیستون، بلوار شهید رجایی و بلوار شهید خوش خلقت در نهایت به ایستگاه میدان جهاد رسیده و سپس از طریق بلوار شهید رجایی و خیابان بیستون دوباره به مقصد سبزه میدان باز می‌گردد. همچنین این محله از خط تاکسیرانی از مبدا سبزه میدان به مقصد میدان جهاد بهره‌مند است. علاوه بر این خط تاکسیرانی از دانای علی به مقصد میدان جهاد-میدان صابرین-گلباغ نماز و برعکس نیز در دسترس هستند.  

## زیرگذر رشتیان
در فروروین ۹۲ عملیات ساخت این زیرگذر به منظور کاهش بار ترافیکی سنگین از سوی شهرداری رشت شروع شد و پس از ۲ وقفه، سرانجام در آذر ماه ۹۵ به پایان رسید. برای ساخت این زیرگذر که به نام سرداران شهید لطفی نامگذاری شد در مجموع هشت میلیارد و پانصد میلیون تومان هزینه شد. معماری این پل از بافت خود مسیر با توجه به نزدیکی به بقعه دانای علی و سند بازآفرینی سرچشمه گرفته‌است.

## مرکز جامع سلامت شماره ۲ رشت[۴]

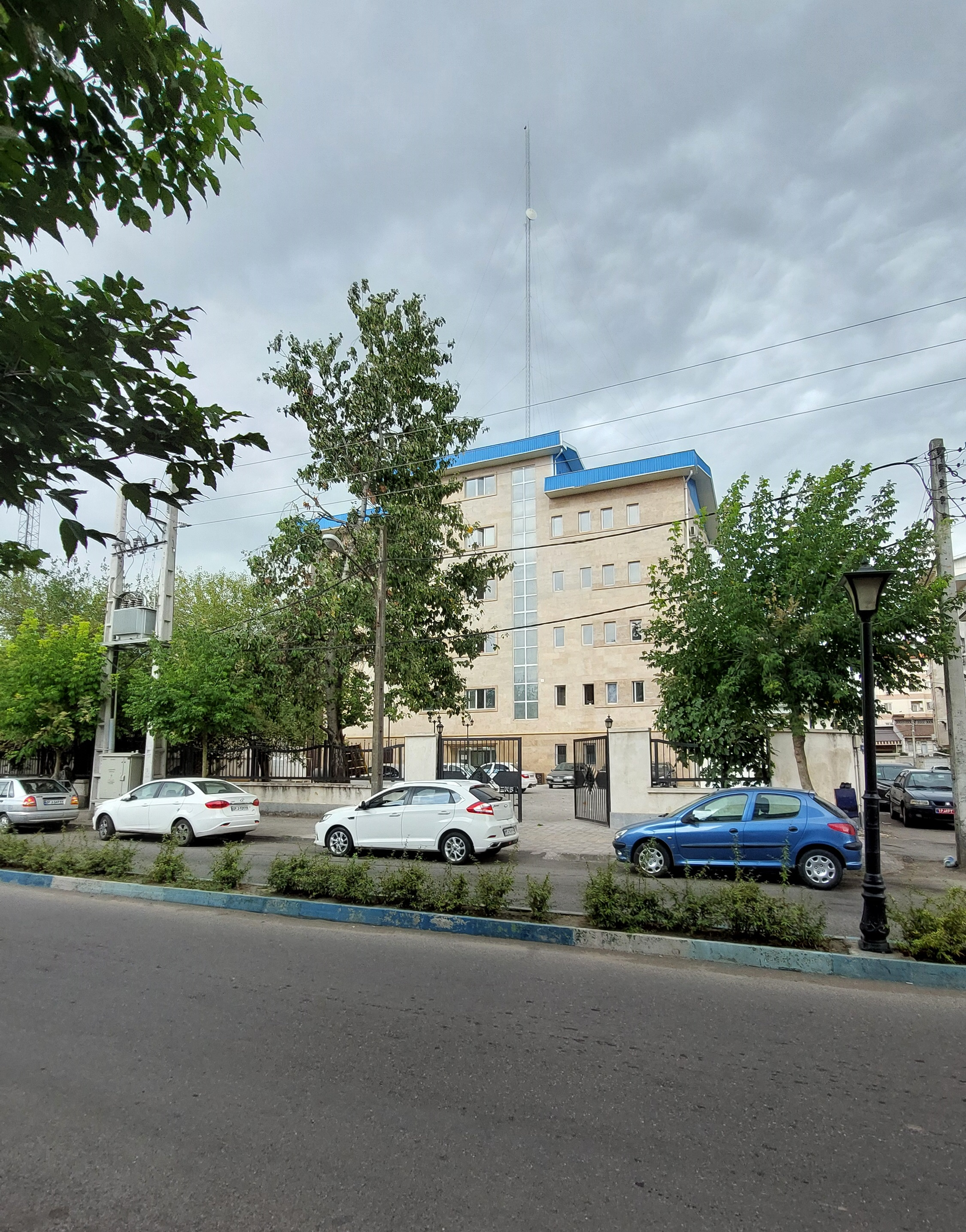
مرکز جامع سلامت رشتیان

این مرکز در بلوار شهید خوش خلقت محله رشتیان واقع شده است. به منظور بهبود خدمات و افزایش ظرفیت، ساختمان قدیمی این مرکز تخریب شد تا زمینه برای بازسازی آن فراهم شود. فرایند احداث ساختمان جدید در سال ۱۳۹۴ و با مساحت دو هزار و ۱۲۰ مترمربع آغاز شد  ولی عملیات احداث آن به علت وسعت و زیر بنای پروژه و همچنین عدم تأمین اعتبار به کندی پیش رفت. سرانجام در سال ۱۴۰۱ این مرکز با حضور دکتر محمدعلی زلفی گل، وزیر علوم وقت و نماینده عالی دولت در گیلان مورد بهره‌برداری قرار گرفت. 
برای ساخت و تجهیز این مرکز ۵۲ میلیارد تومان هزینه شده است. این مرکز هم‌اکنون بیش از ۵۶ هزار نفر را تحت پوشش خود دارد و خدمات مختلفی را در راستا ارتقا خدمات سلامت در بخش‌های مختلفی از جمله آزمایشگاه مرکزی، مرکز تجمیعی دندانپزشکی، مرکز مشاوره بیماری‌های رفتاری و مرکز مشاوره آموزش پیش از ازدواج ارائه می‌کند.